# Damenindische Verteidigung
Bei der Damenindischen Verteidigung handelt es sich um eine Eröffnung des Schachspiels, die aus der Indischen Verteidigung hervorgeht. Sie zählt zu den Geschlossenen Spielen und ist in den ECO-Codes unter den Schlüsseln E12 bis E19 klassifiziert.
Die Damenindische Verteidigung beginnt, oft unter Zugumstellung, mit den Zügen:
1. d2–d4 Sg8–f6 2. c2–c4 e7–e6 3. Sg1–f3 b7–b6

## Geschichte
Die Damenindische Verteidigung wurde 1914 von Aaron Nimzowitsch in die Turnierpraxis eingeführt und in den folgenden Jahren unter anderem vom ehemaligen Schachweltmeister Alexander Aljechin weiterentwickelt. Ihr Erfinder Nimzowitsch gab ihr allerdings nicht den Namen, den sie heute trägt, ihr Namensgeber war der Wiener Meister Hans Kmoch, der 1927 vorschlug: „Die Indische ließe sich auch wie folgt aufteilen und registrieren: ‚Königsindisch‘ wenn der Königsläufer fianchettiert wird, ‚Damenindisch‘ wenn der Damenläufer fianchettiert wird.“ Parallel zur Nimzowitsch-Indischen Verteidigung, die gewissermaßen ihre Schwester ist (Savielly Tartakower betrachtete Damenindisch und Nimzoindisch als "zwei gegenüberstehende Seiten derselben Eröffnung"), wurde die solide Damenindische Verteidigung, die als "aktive, beinahe aggressive Alternative zum Damengambit galt", zunehmend populärer und ist seit den 1930er Jahren Standardrepertoire unter Weltklassespielern.
Einen Höhepunkt ihrer Beliebtheit hatte sie in den 1980er Jahren, als der damalige Schachweltmeister Anatoli Karpow sie gemeinsam mit der Nimzowitsch-Indischen Verteidigung als Hauptwaffe gegen 1. d2–d4 anwendete. Während der Vorherrschaft von Weltmeister Garri Kasparow geriet sie etwas ins Abseits, da Kasparow als Schwarzer dynamischere und kampfbetontere Eröffnungen bevorzugte, insbesondere die Königsindische Verteidigung. In jüngster Zeit ist die Damenindische Verteidigung außerordentlich beliebt. Regelmäßig gespielt wird sie unter anderem von den ehemaligen Weltmeistern Viswanathan Anand und Wladimir Kramnik sowie mehreren Weltklassespielern, darunter Péter Lékó, Michael Adams und Sergei Karjakin.

## Strategische Grundidee
Ihre Grundidee verdankt die Damenindische Verteidigung einer Erkenntnis Aaron Nimzowitschs: Es ist nicht zwingend notwendig, das Zentrum mit Bauern zu besetzen. Es genügt auch, es mit den eigenen Figuren zu kontrollieren. Schwarz nutzt den Umstand aus, dass Weiß mit 3. Sg1–f3 das Zentrumsfeld e4 nicht unterstützt hat und damit nicht droht, im vierten Zug mit e2–e4 die Vorherrschaft im Zentrum zu übernehmen. Diese Zeit nutzt Schwarz, um mit 3. … b7–b6 und anschließendem 4. … Lc8–b7 seinen Damenläufer zu fianchettieren und so die Zentralfelder d5 und e4 mit seinem Springer von f6 und seinem Läufer von b7 zu kontrollieren. Dabei bleibt er mit seinen Zentrumsbauern flexibel und kann je nach Spielverlauf mit d7–d5, c7–c5, d7–d6 nebst e6–e5 oder f7–f5 fortsetzen.

## Varianten
|   | a | b | c | d | e | f | g | h |   |
| 8 |   |   |   |   |   |   |   |   | 8 |
| 7 |   |   |   |   |   |   |   |   | 7 |
| 6 |   |   |   |   |   |   |   |   | 6 |
| 5 |   |   |   |   |   |   |   |   | 5 |
| 4 |   |   |   |   |   |   |   |   | 4 |
| 3 |   |   |   |   |   |   |   |   | 3 |
| 2 |   |   |   |   |   |   |   |   | 2 |
| 1 |   |   |   |   |   |   |   |   | 1 |
|   | a | b | c | d | e | f | g | h |   |

### Hauptvariante mit 4. g2–g3
Mit 4. g2–g3 bereitet Weiß seinerseits ein Fianchetto seines Läufers nach g2 vor, von wo aus er die Felder e4 und d5 angreifen kann. Eine grundlegende Idee dabei ist, dass der schwarze Läufer auf b7 ungedeckt ist, während der weiße Läufer auf g2 nach der kurzen Rochade vom weißen König auf g1 gedeckt sein wird. Dies kann immer wieder zu taktischen Drohungen führen, die Weiß mitunter ausnutzt, um positionelle Ziele zu erreichen. Diese Spielweise ist bei Weiß sehr beliebt und wird unter anderem von Wesselin Topalow und dem ehemaligen Schachweltmeister Wladimir Kramnik bevorzugt.
- 4. … Lc8–a6. Dieser Zug wurde schon von Nimzowitsch eingeführt und wird inzwischen häufiger gespielt als das klassische 4. … Lc8–b7. Weiß soll entweder für die Deckung des Bauern c4 eine Figur deplazieren oder sich mit 5. b2–b3 schwächen. Falls Weiß den Bauern mit der Dame deckt, kommt Schwarz früher oder später zu c7–c5, weil Weiß nicht mehr mit d4–d5 antworten kann. Dafür kann Weiß seinerseits e2–e4 spielen. Diese Stellung wurde in den letzten Jahren unzählige Male auf höchstem Niveau gespielt. Daraus hat sich eine umfangreiche Theorie entwickelt. Eine mögliche Fortsetzung nach dem weißen Hauptzug 5. b2–b3 ist 5. … Lf8–b4+ (Idee ist den Aufbau Sbd2 und Lb2 zu erschweren) 6. Lc1–d2 Lb4–e7 (Der Ld2 steht ungünstig. Weiß wird noch ein Tempo investieren, um diesen Läufer besser zu stellen.) 7. Lf1–g2 c7–c6 8. Ld2–c3 d7–d5 9. Sf3–e5 Sf6–d7 10. Se5xd7 Sb8xd7 11. Sb1–d2 0–0 12. 0–0.

- 4. … Lc8–b7. Die klassische schwarze Antwort. Nach 5. Lf1–g2 Lf8–e7 6. 0–0 0–0 hat Weiß die Wahl:
  - das ehrgeizige Bauernopfer 7. d4–d5 e6xd5 8. Sf3–h4 (nutzt die Fesselung auf der langen Diagonale aus: Schwarz kann nicht 8. … d5xc4 spielen, wegen 9. Lg2xb7) 8. … c7–c6 9. c4xd5 Sf6xd5 10. Sh4–f5 führt zu kompliziertem zweischneidigen Spiel. Diese Variante ist bei Schwarzspielern im Allgemeinen nicht beliebt und hat zur Popularität des modernen 4. … Lc8–a6 beigetragen.
  - Solide ist 7. Sb1–c3 Sf6–e4. Siehe rechtes Diagramm – ein typisches Motiv des Schwarzen: eine Leichtfigur wird auf e4 postiert, damit der weiße e-Bauer nicht vorrücken kann. Andernfalls würde Weiß durch Dc2 nebst e2–e4 in Vorteil kommen. Aaron Nimzowitsch zog in der Unsterblichen Zugzwangpartie hier 7. … d7–d5, was aber aus heutiger Sicht theoretisch zweifelhaft ist. Im Falle von 7. … Sf6–e4 entsteht nach 8. Dd1–c2 Se4xc3 9. Dc2xc3 f7–f5 (oder 9. … c7–c5) ein positionelles Mittelspiel mit beiderseitigen Chancen.

### Petrosjan-System 4. a2–a3
Mit 4. a2–a3 verhindert Weiß die Fesselung des geplanten Sb1–c3 durch Lf8–b4 und möchte so zu e2–e4 kommen. Der Zug a2–a3 trägt aber selbst nicht zur Entwicklung bei. Obwohl es bereits in den 1930er Jahren von Weltklassespielern versucht wurde, beispielsweise vom indischen Schachmeister Mir Sultan Khan (er schlug damit José Raoul Capablanca 1930 in Hastings), von Aaron Nimzowitsch, von Salo Flohr und Alexander Aljechin, trägt es seinen Namen nach Tigran Petrosjan, dem Weltmeister der Jahre 1963–1969, der es seit den 1950er Jahren detailliert ausgearbeitet hatte. Ein weiterer berühmter Anhänger dieses weißen Systems war Garri Kasparow, der Schachweltmeister der Jahre 1985–2000, der es vor allem in den 1980er Jahren mit großem Erfolg anwandte.
- 4. … Lc8–b7. Schwarz kümmert sich zunächst nicht um die weißen Ideen und setzt seine Entwicklung zügig fort. Eine mögliche Fortsetzung ist 5. Sb1–c3 d7–d5 (sonst zieht Weiß 6. d4–d5 und 7. e2–e4) 6. c4xd5 Sf6xd5 (nach 6. … e6xd5 steht der Läufer b7 ungünstig) 7. Dd1–c2 (bereitet e4 vor) 7. … Sd5xc3 8. b2xc3 Lf8–e7 9. e2–e4 0–0 10. Lf1–d3 c7–c5.
- 4. … Lc8–a6. Ähnlich wie in der Hauptvariante mit 4. g2–g3 möchte Schwarz die weiße Dame vom Feld d5 weglocken, um c7–c5 spielen zu können. Es könnte folgen: 5. Dd1–c2 La6–b7 6. Sb1–c3 c7–c5 7. e2–e4 c5xd4 8. Sf3xd4 Sb8–c6 mit kompliziertem Spiel.
- 4. … c7–c5 nach diesem direkten Gegenstoß im Zentrum entsteht eine Bauernstruktur wie in der modernen Benoni-Verteidigung. Z. B. 5. d4–d5 Lc8–a6 6. Dd1–c2 e6xd5 7. c4xd5 g7–g6 8. Sb1–c3 Lf8–g7.

### Die Variante 4. Sb1–c3
Dieser Zug wird neben 4. g2–g3 und 4. a2–a3 am häufigsten gespielt. Er leitet aber in der Regel durch Zugumstellungen in andere Systeme über. Mit 4. … Lc8–b7 5. a2–a3 geht das Spiel in das Petrosjan-System über und nach 4. … Lf8–b4 entsteht ein Abspiel der Nimzowitsch-Indischen Verteidigung. 4. … Lc8–b7 5. Lc1–g5 Lf8–e7 6. e2–e3 0–0 7. Lf1–d3 d7–d5 entsteht häufig das Abgelehnte Damengambit.

### Andere Fortsetzungen im 4. Zug
- Das Zentralsystem 4. e2–e3 ist sehr solide, stellt Schwarz aber nicht vor ernsthafte Probleme in der Eröffnung. Es könnte 4. … Lc8–b7 5. Lf1–d3 d7–d5 6. 0–0 Lf8–d6 7. Sb1–c3 0–0 oder 5. … c7–c5 6. 0–0 Lf8–e7 folgen. Im letzteren Fall droht 7. Sb1–c3 die Einengung d4–d5. 7. … c5xd4 8. e3xd4 d7–d5 wehrt das ab. 9. c4xd5 lässt sich auf den Isolani nach Sf6xd5 10. Sf3–e5 ein. 9. b2–b3 ist bereit sich "Hängende Bauern" auf d4 und c4 machen zu lassen. Zu dieser Bauernstruktur ist Weiß im Zentralsystem prädestiniert, weil 4. e2–e3 die Diagonale c1–g5 verstellt und den Ausweg auf die lange Diagonale nahelegt. b2–b3 hätte dann eine doppelte Funktion. 9. … 0–0 10. Lc1–b2 Sb8–c6 erreicht die Partie Keres – Smyslow, Kandidatenturnier Zürich 1953.

- 4. Lc1–f4 (Miles-Variante) 4. … Lc8–b7 5. e2–e3 Lf8–e7 6. h2–h3 (nach 6. Sb1–c3 folgt 6. … Sf6–h5 und Weiß verliert das Läuferpaar.) 6. … 0–0 7. Sb1–c3 d7–d5 8. c4xd5. Hier schlägt Schwarz am besten mit 8. … Sf6xd5 zurück, damit sein Läufer auf b7 besser ins Spiel kommt. Zwar kann Weiß nach 9. Sc3xd5 Dd8xd5 mit 10. Lf4xc7 einen Bauern gewinnen, nach 10. … Le7–b4+ 11. Sf3–d2 Sb8–c6 hat Schwarz aber mehr als ausreichende Kompensation, so dass Weiß besser mit 10. a2–a3 oder 10. Lf1–d3 fortsetzen sollte, wonach Schwarz das Spiel ausgeglichen hat.

- 4. Lc1–g5 geht gewöhnlich nach 4. … Lc8–b7 5. e2–e3 Lf8–e7 6. Sb1–c3 durch Zugumstellung in die Varianten nach 4. Sb1–c3 über. Zum Beispiel in der Partie Spasski–Polugajewski, Moskau 1961.